# Тимчасово зобов'язані селяни
Тимчасово зобов'язані селяни — становище селян після скасування в Російській імперії кріпосного права
Маніфест про скасування в Російській імперії кріпосного права був проголошений царем Олександром ІІ 19 лютого 1861 року.
Згідно розроблених законів селяни-кріпаки спочатку переходили на становище «тимчасово зобов'язаних».
Тимчасово зобов'язані селяни отримували особисту свободу (до цього вони були власністю поміщика), а також у власність садибу і польовий наділ землі, які вони повинні були викупити, після чого вони переходили в становище «селянина-власника».
Норми наділу землі встановлювалися різні, залежно від місцевості та якості землі. Вона надавалася селянському двору за числом «ревізьких душ», які мали право на наділи.
При викупі землі селянин платив 20 % суми, а решту за нього платила держава. Селянин зобов'язувався виплачувати державі борг за кредит протягом 49 років.
До викупу селянином землі поміщик зберігав право власності на всі належні йому землі, а селянин зобов'язаний був розраховуватися за надану йому в користування землю панщиною або оброком.
Переведення селян на викуп, а, значить, припинення тимчасово зобов'язаних відносин, не було обов'язковим, і багато хто з селян не поспішав з викупом.
В 1881 році було прийнято закон про обов'язковий викуп, інакше селянин втрачав право на земельний наділ.
З 1883 року категорія «тимчасово зобов'язаних селян» в Росії перестала існувати.